# Dirty Little Rabbits
Dirty Little Rabbits é uma banda americana de rock alternativo criada em 2007. O fundador da banda é o membro/fundador do Slipknot Shawn Crahan.

## Estilos
O estilo musical é consideravelmente diferente da banda Slipknot. Crahan explicou em uma entrevista em 2008 que ele é uma "pessoa alternativa na arte e na música" e que ele não cresceu obcecado com metal.Ele continuou a explicar que os outros membros do Slipknot são obcecados com metal e que ele "foi com ele" porque era diferente para ele e ele poderia apresentar algo diferente para eles. Ele descreve o Dirty Little Rabbits como a banda que ele estava esperando a vida inteira. Ele fez um ponto específico sobre o fato de que eles têm uma cantora e que ele sempre quis estar em uma banda com uma cantora porque quer "representar o mundo todo, homens e mulheres".

## Integrantes
- Stella Katsoudas - vocais (2007 - presente)
- Ryan Martin - guitarra (2010 - presente)
- Jeff Karnowski - baixo (2007 - 2023)
- Shawn Crahan - bateria (2007 - presente)
- Michael Pfaff - teclados (2007 - 2019)

## Ex integrantes
- Ty Fyhrie - guitarra (2007 - 2010)

## Discografia
- Breeding (2007)
- Simon - 2009
- Dirty Little Rabbits - 2010